# Helsi
Helsi (укр. Хелсі) — медична інформаційна система для закладів охорони здоров'я та медичний портал для пацієнтів в Україні. З серпня 2022 року належить компанії Київстар.
Медична інформаційна система автоматизує роботу закладу охорони здоров‘я, лікаря, лабораторії, стаціонару, ведення електронних медичних карток. Система має зручний та зрозумілий інтерфейс, допомагає формувати звіти, має вбудований конструктор бланків і форм медичних документів та функціонал для роботи за програмою медичних гарантій з Національною службою здоров'я України (НСЗУ).
Портал для пацієнтів дає можливість знайти потрібного лікаря та записатися до нього на прийом онлайн, в клініці без черги отримати консультацію та мати доступ до своєї електронної медичної картки (з переглядом діагнозів, призначень, направлень, рецептів, результатів аналізів та досліджень).

## Історія
2012 року команда українських програмістів реалізовувала для медичних закладів два проєкти: планування ресурсів підприємства та управління відносинами з клієнтами. Технічне завдання здавалося не зовсім логічним, але сперечатися із замовником сенсу не було. Розробники зрозуміли, що український ринок цифрових медичних послуг перебуває на самому початку розвитку. Втім, на майбутнє команда вирішила зосередитися не лише на обслуговуванні медзакладів, а розробити систему, яка б об'єднала пацієнтів та лікарів. 2016 року команда на чолі менеджером IT-проектів Артемом Михайлюком заснувала відповідний стартап.
Власником та розробником системи Helsi стало ТОВ «Хелсі ЮА».

### 2016 рік
В 2016 році компанія долучилася до розвитку електронної медицини в комунальних закладах міста Києва. Проєкт почався з Подільського району Києва. Щоб допомогти лікарям працювати з системою Helsi, а згодом — з системою eHealth, з грудня 2016 спеціалісти Helsi проводили навчання комп'ютерної грамотності в усіх медзакладах Подільського району. Потім ця практика поширилася на Солом'янський, Оболонський та інші райони міста.

### 2017 рік
З січня 2017 року запрацював сервіс запису на прийом для пацієнтів Подільського району, до кінця року вже всі медичні заклади міста Києва надавали пацієнтам таку послугу. Це не тільки зручно, але і важливо для співпраці з НСЗУ, тому що однією з вимог надання первинної медичної допомоги є забезпечення можливості запису на прийом до лікаря.
В середині 2017 року заклади охорони здоров'я первинної ланки почали реєструватися в eHealth. Для цього кожен заклад обов'язково обирав медичну інформаційну систему (МІС), тобто інтерфейс, через який користувачі виконують в ній дії відповідно до своїх прав доступу.
МІС Helsi стала однією з перших медичних інформаційних систем, підключених до Центральної бази даних eHealth[джерело?].
Через Helsi був зареєстрований в eHealth перший в Україні центр первинної медико-санітарної допомоги.

### 2018 рік
З 1 квітня 2018 року пацієнти почали обирати лікарів за своїм бажанням, незалежно від зареєстрованого місця проживання, та укладати з ними декларації через електронну систему. З липня 2018 року медичні заклади, які підписали угоду з НСЗУ через електронну систему, почали отримувати кошти за пацієнтів, які обрали лікаря в конкретному закладі (принцип «гроші йдуть за пацієнтом»). Система Helsi однією з перших відкрила закладам можливість укладати декларації та підписувати контракт з НСЗУ[джерело?].

### 2019 рік
З 1 квітня 2019 року система Helsi відкрила можливість лікарям виписувати електронні рецепти на ліки за урядовою програмою реімбурсації «Доступні ліки». З цієї дати отримати ліки за даною програмою можна в будь-якій аптеці, яка має договір з НСЗУ, і тільки за електронним рецептом, виписаним лікарем первинної ланки охорони здоров'я пацієнту, з яким він має підписану декларацію.
В листопаді 2019 року заклади вторинної та третинної ланки почали реєстрацію у системі eHealth.

### 2020 рік
Система Helsi в числі перших[відсутнє в джерелі] медичних інформаційних систем, які підключили усі необхідні модулі для роботи медзакладу з НСЗУ за програмою медичних гарантій.
З 1 квітня 2020 року заклади вторинної та третинної ланки, які уклали договір з НСЗУ, почали отримувати гроші за медичні послуги, надані конкретному пацієнту. Пацієнту для отримання таких послуг важливо мати направлення від лікаря первинної ланки. Заклади для отримання фінансування зобов'язані передавати медичні записи про пацієнта в електронну систему у визначеному обсязі та без помилок. Система Helsi забезпечує закладам таку можливість.
На початок 2021 року співпрацю з Helsi обрали понад 1 500 закладів по всій Україні[джерело?].

### 2022 рік
У серпні 2022 компанія Київстар придбала Helsi.

## Структура
Система складається з двох компонентів:
- медичної інформаційної системи для закладу охорони здоров'я;
- порталу для пацієнтів.

## Медична інформаційна система
Медичну інформаційну систему встановлюють у медичному закладі.

### Модулі
1. Розклад роботи лікаря та прийому пацієнтів.
2. Реєстратура — модуль для роботи з пацієнтами.
3. Електронна медична карта пацієнта (EMK) — профайл пацієнта із загальною інформацією про нього та медичними даними про стан здоров'я.
4. Кабінет лікаря з розкладом роботи й картами пацієнтів, яких він обслуговує.
5. Управлінський облік лікарських засобів та товарів медичного призначення.
6. Управління послугами закладу.
7. Звіти та статистика.
8. Кол-центр — модуль з інформацією щодо самостійних записів пацієнтів через web-кабінет; щодо позапланової відсутності лікарів та переліку прийомів, які у зв'язку із цим необхідно обробити (перенести або скасувати).
9. SMS-розсилка — модуль, призначений для автоматичної або ручної відправки SMS-повідомлень пацієнтам.
10. Модуль стаціонару.
11. Доступ до функціоналу ЦБД (eHealth) — функціонал доступу до даних, що опубліковані на сайті ДП «Електронне здоров'я».
12. Модуль безпеки персональних даних користувачів системи; ресурсів; інформації, яка обробляється; прав власників оброблюваної інформації та користувачів.

### Користувачі системи
- головні лікарі
- лікарі первинної, вторинної та третинної ланок
- медичні співробітники
- реєстратори
- лабораторії
- адміністратори системи
- співробітники технічної підтримки
- пацієнти[джерело?]

Система має можливість створення нових груп користувачів з налаштуванням доступів та прав роботи в системі.
Доступ до сервісу здійснюється цілодобово за потреби медичного працівника. Кожен користувач системи має особисті логін та пароль для входу в систему. Кожен користувач підписує зобов'язання про збереження ідентифікаторів доступу до системи в таємниці та нерозголошення їх третім особам. За умови дотримання цього зобов'язання унеможливлюється отримання доступу третіх осіб до персональних даних.

### Захист даних
Система Helsi розгорнута у хмарному середовищі.
Дані зберігаються в центрі обробки даних De Novo, який має сертифікат комплексної системи захисту інформації від ДССЗЗІУ.
Задля безпеки передачі інформації в системі Helsi використовуються засоби криптографічного захисту, що мають експертні висновки, надані ДССЗЗІУ.
Система Helsi має Атестат відповідності КСЗІ, який засвідчує забезпечення захисту інформації відповідно до вимог нормативних документів.
Дія цього Атестату розповсюджується на всі медичні заклади, які уклали договір з Helsi та склали відповідний внутрішній Акт розгортання технічного майданчика[джерело?].
МІС Helsi відповідає[відсутнє в джерелі] загальним вимогам до програмного забезпечення, яке створюється на замовлення державних органів.

### Підтримка
Користувачам системи надається цілодобова технічна підтримка (24/7)[джерело?].

### Вартість
До середини 2019 року діяла домовленість із МОЗ, що модулі для взаємодії з централізованою компонентою eHealth мають бути безкоштовними для державних і комунальних медичних закладів. Приватні медичні заклади тоді платили по $10 на місяць за кожний обліковий запис.
За підсумками 2019 року виручка компанії становила майже 5,9 млн грн.
2021 року всі медичні заклади сплачували ліцензійні платежі, суму яких керівництво компанії не розголошувало.

## Пацієнтський портал Helsi
Кожен пацієнт, якого в системі зареєстровано (тобто, про нього внесено інформацію) та верифіковано (тобто, внесену інформацію підтверджено) цілодобово має доступ до своєї електронної медичної картки через сайт (зі смартфона або комп'ютера).

### Авторизація
Авторизація здійснюється за допомогою номера мобільного телефона. При першому вході з нового пристрою (ноутбук, планшет, телефон) система відправить на телефон SMS із кодом підтвердження. Надалі для входу з цього ж пристрою потрібно вводити тільки номер телефону та встановлений пароль.

### Особистий кабінет
В особистому кабінеті пацієнт може переглянути встановлені діагнози, рекомендації лікаря, виписані рецепти та направлення, результати аналізів та досліджень.

### Онлайн запис до лікаря
Через сайт (за допомогою комп'ютера або смартфона) можна записатися на прийом до лікаря. На сайті потрібно обрати своє місто, знайти потрібного лікаря, вибрати зручний для відвідування день та час, та підтвердити запис. У визначений час прийти в поліклініку та без черги отримати консультацію лікаря.

### Зберігання медичних даних
Медичні записи пацієнтів зберігаються в захищеній базі даних. 
Паперові картки, які можуть загубитися, до яких можуть отримати доступ треті особи, інформацію в яких інколи складно розібрати, більше не потрібні[ненейтрально].
Доступ до медичних даних пацієнта має він сам та його сімейний лікар. Інші лікарі в будь-якому медичному закладі можуть запросити у пацієнта доступ до них через пароль, який надходить пацієнту на телефон.

### Вартість
За кожен запис пацієнта на прийом у комерційну клініку засновники Helsi отримують відсоток від суми наданих послуг.
На сайті також продають медичні страховки.